# 荷西·阿布瑞尤
荷西·達瑞爾·阿布瑞尤·柯瑞亞（西班牙語：José Dariel Abreu Correa，1987年1月29日—），為美國職棒大聯盟的一壘手與指定打擊，目前為自由球員，他先前曾效力過白襪與太空人兩隊。他於2013年從古巴叛逃至美國，並在2014年登上大聯盟。

## 職業生涯

### 芝加哥白襪
2013年8月，阿布瑞尤從古巴叛逃，並進入大聯盟的自由球員市場。他的前隊友Henry Urrutia隨後也證實了阿布瑞尤叛逃的消息。後來他在10月與白襪隊簽下了6年6,800萬美元的合約。
2014年3月31日，阿布瑞尤登上大聯盟，並敲出了大聯盟首安。4月8日，他敲出了大聯盟首轟，而且還在該場比賽擊出雙響砲。他在4月25日就敲出了單季第8轟，追平了大聯盟菜鳥在4月結束前的單季全壘打紀錄。後來他在隔天敲出了再見滿貫砲，把前一天追平的紀錄往上推進。而他在4月份累積了10分打點，同樣刷新了大聯盟菜鳥在4月份的打點紀錄。他也因此拿下了美聯單週最佳球員。
5月18日，阿布瑞尤因為左腳踝出現肌腱炎而進入傷兵名單。6月2日，他在回歸的第一場比賽面對克萊頓·克蕭就敲出了全壘打。
這年他也與隊友阿列克謝·拉米瑞茲和克里斯·塞爾一同入選明星賽。他在上半季的打擊率為2成92，並敲出美聯最多的29轟與73分打點。他在4月份和7月份同時拿下了單月最佳球員與單月最佳新人，從來沒有一位大聯盟球員能夠單季兩次並同時奪得該獎項。
這年他敲出白襪隊史菜鳥最多的單季36轟，並成為白襪隊史第二位拿下銀棒獎的選手。11月10日，全美棒球記者協會將美聯年度新人王頒給了阿布瑞尤。
2017年，阿布瑞尤打出了一個不差的球季。這年他的打擊率為3成04，並敲出82支長打。2018年，阿布瑞尤第二次入選明星賽。這年雖然他拿下銀棒獎，不過打擊率2成65為他個人生涯單季新低。
2019年，他的打擊率為2成84，並敲出33轟與123分打點。而他也打出了24次雙殺打，防守方面，他的DRS為-4分，為美聯一壘手新低。該年11月14日，他與球隊原本要簽下1年1,780萬美元的合約。不過在11月22日，白襪隊取消了合約，並給他3年5,000萬美元的合約。

## 個人生活
阿布瑞尤挑選了罕見的79號做為他的背號，他的媽媽認為愈特別的背號愈容易被記得。而阿布瑞尤的家人也在2014年舉家搬至美國定居。

## 參看
- 美國職棒大聯盟打點王

## 外部連結
- 球員資訊和成績在MLB，ESPN，Baseball-Reference，Fangraphs（英文）
- 荷西·阿布瑞尤在台灣棒球維基館上的頁面（繁體中文）

| 成就                 | 成就                  | 成就             |
| -------------------- | --------------------- | ---------------- |
| 前任： 埃文·朗歌利亞 | 完全打擊 2017年9月9日 | 繼任： 穆奇·貝茲 |